# Iván Aguilar Díaz
Iván Aguilar Díaz (n. Benalmádena, España; 12 de junio de 1991) es un futbolista español que juega como delantero en el Fútbol Club La Unión Atlético de la Segunda Federación. 

## Trayectoria
Formado en las categorías inferiores del Málaga CF.
En el conjunto tarraconense aterrizó después de una primera vuelta brillante en Tercera División con el Xerez CD logrando 16 goles. Cabe destacar también que Aguilar llegó a debutar en el primer equipo del Málaga CF a las órdenes de Manuel Pellegrini.
En la temporada 2014/15 jugó con el CD San Roque de Lepe, equipo con el que disputó, entre Liga y Copa, un total de 27 partidos marcando 8 goles. 
En 2015, llega al UCAM Murcia cedido por el Nàstic de Tarragona, club en el que jugó en la campaña 2013/14.
Después de un fugaz paso por el Recreativo de Huelva y el Logroñés, firma en enero de 2018 por el Mérida.
Tras un paso por el Lincoln Red Imps de Gibraltar, el 8 de agosto de 2020, firma por el Juventud de Torremolinos Club de Fútbol de la Segunda División B de España.
El 22 de julio de 2021, firma por el Antequera C. F. de la Segunda Federación.
El 10 de julio de 2022, firma por el Atlético Mancha Real de la Segunda Federación, con el que marcó 12 goles.
En julio de 2023, firma por el Real Jaén CF de la Tercera Federación.
El 15 de enero de 2024, firma por el Fútbol Club La Unión Atlético de la Segunda Federación.

## Clubes
| Club                                    | País      | Año             |
| --------------------------------------- | --------- | --------------- |
| CA Malagueño                            | España    | 2010 - 2012     |
| SC Austria Lustenau                     | Austria   | 2012 - 2013     |
| Xerez CD                                | España    | 2013 - 2014     |
| CF La Pobla                             | España    | 2014            |
| Gimnàstic de Tarragona                  | España    | 2014            |
| CD San Roque de Lepe                    | España    | 2014-2015       |
| UCAM Murcia CF                          | España    | 2015-2016       |
| Recreativo de Huelva                    | España    | 2016-2017       |
| UD Logroñés                             | España    | 2017-2018       |
| AD Mérida                               | España    | 2018            |
| Antequera CF                            | España    | 2018-2019       |
| Lincoln Red Imps                        | Gibraltar | 2019            |
| Linares Deportivo                       | España    | 2019-2020       |
| Juventud de Torremolinos Club de Fútbol | España    | 2020-2021       |
| Antequera C. F.                         | España    | 2021-2022       |
| Atlético Mancha Real                    | España    | 2022-2023       |
| Real Jaén CF                            | España    | 2023            |
| Fútbol Club La Unión Atlético           | España    | 2024-actualidad |

## Palmarés

### Títulos nacionales
| Título                       | Club           | País   | Año  |
| ---------------------------- | -------------- | ------ | ---- |
| Segunda División B de España | UCAM Murcia CF | España | 2016 |